# 成人隱匿遲發性自體免疫糖尿病
成人隱匿遲發性自體免疫糖尿病（latent autoimmune diabetes in adults, LADA），又稱為1.5型糖尿病。是一種介於1型糖尿病與2型糖尿病之間的糖尿病。大多數1型糖尿病患者在進行診斷時，患者存在對於胰島素抗組的反應。此外，大約存在10％的表型的2型糖尿病患者對於至少一種胰島素自體抗組呈現陽性反應，這類型的患者通常被稱為“成人潛伏性自體免疫性糖尿病（latent autoimmune diabetes in adults, LADA）”。這些患者與1型糖尿病具有許多遺傳和免疫學相似性，表明LADA如1型糖尿病是一種自體免疫性疾病。然而，自體抗阻族群類裡面，T細胞的反應在1型糖尿病與LADA之間的遺傳易感性和保護方面存在差異，這意味著這兩種糖尿病存在重要的差異

## 盛行率
United Kingdom Prospective Diabetes Study(UKPDS) 研究發現新診斷為2型糖尿病患中，約有10%有胰島相關的自體抗體，包括islet cell autoantibody(ICA)或glutamic acid decarboxylase autoantibody (GADA)，而且大部分在六年內會進展為胰島素依賴。在歐洲，30-35歲2型糖尿病患具有GADA的比率為10%；至於巴布紐雅幾內亞、剛果與中國則分別為0%、16%與16%。文獻指出在歐洲及美洲新診斷出的2型糖尿病患，大約有5-10%為LADA，顯示LADA的盛行率因種族而有所差異。 

## 致病機轉
影響1型糖尿病以及LADA最重要的基因是位於第6對染色體上的人類白血球抗原(Human leukocyte antigen, HLE)基因，包括HLA DR3, DQB1*0201和DR4, DQB1*0302；保護基因則是HLA DR2, DQB1*0602，通常診斷時的年齡越大基 因的影響越小，患者具有HLA DR3/DR4 基因的機率越少，而保護基因HLA DR2也是年齡越大，影響越小。第1型糖尿病的雙胞胎研究顯示，另一位雙胞胎也發生第1型糖尿病的風險隨著年紀而減少，至於於LADA雙胞胎的研究目前沒有數據。
由移民流行病學研究可以了解環境對於疾病的影響， 從巴基斯坦的首都移民到英國的兒童，第1型糖尿病每10萬人口的年發生率由1978年的3.1人增加到1981年的11.7人；相較下沒有移民的則只有1人，顯示環境對第1型糖尿病有影響。至於環境對LADA是否有影響，仍屬未知。
總結來說，LADA成因不明。

## 臨床表現
LADA的病程不會急遽變化，早期亦可藉由飲食控制及口服藥物來治療，但是較第2型糖尿病患容易進展為胰島素依賴。
第1型糖尿病亦為第2型自體免疫多分泌腺病症候群(autoimmune polyendocrine syndrome type 2)的一部分。研究顯示LADA患者有較高的麩朊(gliadin)抗體、甲狀腺自體抗體、17羥化酶和21羥化酶(17-hydroxylase, 21-hydroxylase)抗體。

## 診斷

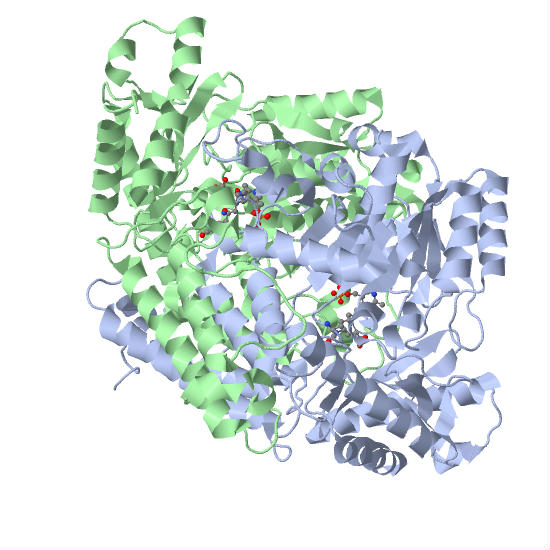
通过自身抗体破坏谷氨酸脱羧酶（如图所示）与LADA 1型糖尿病密切相关。

LADA的診斷必須同時符合3項條件：(1)年齡：於成年人發病；(2)自體抗體：具有和糖尿病相關的自體抗體；(3)胰島素依賴：從糖尿病診斷開始要經過一
段時期才會進展為胰島素依賴。(其中「自體抗體」是區分LADA和第2型糖尿病，而「需要一段時期才進展成為胰島素依賴」是區分LADA和典型第1型糖尿病。)說明如下：

### 年齡
界定LADA的最小年紀從25到40歲都有人提出。目前大多數歐盟國家採用的是以30歲界定。

### 自體抗體
ICA, GADA, insulin autoantibody(IAA)和tyrosine phosphatase-like insulinoma antigen 2 autoantibody (IA-2A)都是自體免疫機轉相關糖尿病常見的自體抗體。第1型糖尿病患常同時具有數種自體抗體；至於LADA則以ICA和GADA較常見，而IAA和IA-2A出現的機率低。
目前診斷LADA主要是依據血清中出現任何胰島相關的自體抗體，由於相同的自體抗體也可能出現在第1型糖尿病患與正常人，對LADA並不具有專一性，加上自體抗體並不是糖尿病診斷的常規檢查，使得LADA的診斷更為困難。

### 胰島素依賴
LADA的診斷尚需符合從糖尿病診斷開始要經過一段時期才會進展為胰島素依賴， 目前認為至少要超過6 個月的時間。但是這段時期至少受到3項因素的影響：(1)LADA本身的病程；(2)診斷於自然病程的時間點；(3)臨床醫師介入治療的干擾。這段病程在尚無症狀就被診斷出的糖尿病患比已經發生症狀才被診斷出的糖尿病患長，因此誤差很大。此外，使用口服降糖藥物或胰島素治療取決於臨床醫師判斷，未來如果對LADA病理生理學有更深入了解，或許可以對進展為胰島素依賴的病程定義有所修正。而空腹血清Cpeptide濃度和升糖素(glucagon)刺激試驗可以做為胰島素依賴的客觀證據，並且建立何時需胰島素治療的標準。升糖素刺激試驗方法如下：靜脈注射升糖素(1mg)之前(0分鐘)，之後(6分鐘)分別抽血測量C-peptide濃度。若空腹C-peptide濃度<0.5ng/mL，或升糖素刺激試驗6分鐘後C-peptide濃度<1.8ng/mL，或6分鐘和0分鐘C-peptide濃度相差<0.7ng/mL，則可診斷為胰島素依賴，必須以胰島素治療。

## 預防
儘管一些研究認為如果再身體β細胞被破壞之前進行診斷，或許可以在早期階段防止惡化，但目前尚無已知的方式可以真正預防LADA。

## 治療
目前已知保存β細胞的功能能夠使血糖控制更好及減少小血管併發症(蛋白尿和視網膜病變)，因此LADA患者的治療目標為維持β細胞的功能或含量，以防止LADA患者進展為胰島素依賴。
目前對於LADA並沒有標準的藥物治療模式，因此診斷之初還是採用類似對T2DM之生活型態的調整及儘早使用胰島素，以維持細胞的功能或含量，及防止快速進展為完全胰島素依賴。近年來學者主張對控制不良的T2DM亦應及早使用胰島素治療，其理由為胰島素治療不僅可以快速解除葡萄糖毒性（glucose toxicity），使細胞得到休息及促進殘存細胞修復，因此，在無法確診是LADA還是T2DM時，應可及早施打胰島素。然就LADA患者而言，還要考慮外源性的胰島素是否會加速胰島細胞的自體免疫損傷，如誘導胰島素自體抗體的產生。及早使用胰島素有不少好處，但UKPDS的研究並未獲得相同結果。

## 遺傳
目前研究無法找出LADA會遺傳的證據。